# Giacobbe ed Esaù
Giacobbe ed Esaù è un film italiano del 1963, appartenente al genere storico - religioso, diretto da Mario Landi. Nel cast figurano Fosco Giachetti (nel ruolo di Isacco), Edmund Hashim (Giacobbe), Ken Clark (Esaù adulto), Massimo Serato (Ismaele), Elisa Cegani (Rebecca), Ennio Girolami (Esaù giovane), Wandisa Guida (Giuditta), Rossana Mace (Rachele).

## Trama
Giacobbe ed Esaù, figli di Isacco, vivono in conflitto per ottenere la successione del padre. Giacobbe, più furbo, riesce ad avere la meglio sul forte Esaù, ma quando questi decide di vendicarsi Giacobbe è costretto alla fuga. Lo scontro finale segnerà la riconciliazione tra i due fratelli.